# Lubrín
Lubrín este o municipalitate și un oraș din provincia Almería, Andaluzia, Spania cu o populație de 1.635 locuitori.